# Идахор, Эндуранс
Эндуранс Идахор (англ. Endurance Idahor; 4 августа 1984 или 22 августа 1984, Бенин-Сити — 6 марта 2010, Омдурман, Хартум) — нигерийский футболист, нападающий.
Начал профессиональную карьеру в Нигерии, играл за клубы «Игбино Бейбс», «Юлиус Бергер» и «Долфинс». В феврале 2006 года Идахор перешёл в суданский «Аль-Меррейх», в команде стал одним из лучших бомбардиров. В 2008 году играл на правах аренды за дубайский «Аль-Наср». В 2009 стал вторым бомбардиром Лиги чемпионов КАФ забив 7 мячей.
Выступал за молодёжную сборную Нигерии.
6 марта 2010 года в матче на Кубок Судана против «Аль-Амали» Идахору стало плохо, и он в середине второго тайма упал, потеряв сознание, и перестал дышать. Эндуранс скончался в карете скорой помощи на пути в госпиталь. Причина смерти — сердечная недостаточность.
Брат Эндуранса — Лаки Идахор, он также футболист.

## Достижения
- Чемпион Судана: 2008
- Обладатель Кубка Судана (3): 2006, 2007, 2008
- Лучший бомбардир чемпионата Судана: 2006
- Лучший бомбардир Кубка Судана: 2006